# Кацели, Йонуз
Йонуз Осман Кацели (алб. Jonuz Osman Kaceli; 20 июня 1908, Тирана — 25 февраля 1951, Тирана) — албанский предприниматель и политик-диссидент, противник коммунистического режима Энвера Ходжи. Арестован в ходе февральской резни 1951 года. На допросе в Сигурими сумел атаковать и избить министра внутренних дел Мехмета Шеху. Убит в завязавшейся драке.

## Происхождение и бизнес
Родился в семье крупного предпринимателя. Семейство Кацели издавно пользовалось в Албании уважением и общественным авторитетом. Исмаил Кацели, дед Йонуза Кацели, был видным деятелем Призренской лиги. Осман Кацели, отец Йонуза Кацели, участвовал в обороне Шкодера от черногорцев в 1912 году. Затем занялся бизнесом, основал многопрофильную коммерческую компанию — первую в независимой Албании, получившую лицензию от Исмаила Кемали.
Йонуз Кацели был совладельцем отцовской компании Osman Kaceli e djemtë. Занимался реализацией различных товаров бытового назначения. Являлся одним из крупнейших коммерсантов страны, имел торговое представительство в Дрездене.

## Политическая позиция
Политически Йонуз Кацели придерживался национал-патриотических и республиканских взглядов. Как антикоммунист, Кацели был противником режима Энвера Ходжи, пришедшего к власти в 1944 году. Традиционный авторитет в Албании и деловые связи за границей создавали Кацели серьёзный политический потенциал. Он рассматривался как фигура, способная консолидировать оппозицию и привлечь международную поддержку.
19 февраля 1951 года члены антикоммунистической подпольной организации Национальное единство Хюсен Лула и Казим Лачи устроили взрыв в посольстве СССР в Тиране. Жертв и серьёзных разрушений теракт не повлёк. Однако политбюро ЦК албанской компартии на экстренном заседании приняло решение о широкомасштабных репрессиях и казнях оппозиционеров.

## Бой на допросе
Политическая полиция Сигурими произвела около двухсот арестов. За единственным исключением (Казим Лачи), арестованные не имели никакого отношения к теракту 19 февраля. По специальным спискам Сигурими репрессировала представителей влиятельной интеллигенции и предпринимательства. Одним из первых был арестован Йонуз Кацели. Решение о его казни было принято заранее.
25 февраля 1951 допрашивать Йонуза Кацели взялся лично секретарь ЦК и министр внутренних дел Мехмет Шеху. Кацели держался твёрдо. Во время допроса он атаковал Шеху и избил его. Завязалась драка, в ходе которой Йонуз Кацели был убит. Официально заявлялось, что он выбросился из окна, реально мог быть выброшен.
В ночь на 26 февраля 1951 расстрельная команда Сигурими казнила без суда ещё 21 человека, арестованного по спискам.

## Семья
Йонуз Кацели был женат, имел семерых детей. Все они после его гибели были арестованы и направлены в лагеря интернирования.
Садик Кацели, брат Йонуза Кацели — известный албанский художник, автор эскизов армейской эмблемы и купюры в 10 леков. Имел звание народного артиста НРА. Другой брат — Фадиль Кацели — был членом Группы Шевдета Мустафы, пытавшейся в 1982 году убить Энвера Ходжу.
Мирвьен Кацели, сын Йонуза Кацели, в 2002 году встретился с Дуро Шеху — братом Мехмета Шеху. Кацели-младший был возмущён тем, что Дуро Шеху также претендовал на статус жертвы политических преследований — поскольку Мехмет Шеху погиб в 1981 году при неясных обстоятельствах.

## Награждение
В 1991 году, в ходе демонтажа коммунистического режима в Албании, погибшие в февральской резне 1951 были официально признаны невиновными. В 2008 году президент Албании Бамир Топи издал указ об их посмертном награждении орденом «Честь нации». Йонуз Кацели перезахоронен на кладбище Павших героев нации.